# Beveren (Flandria Wschodnia)

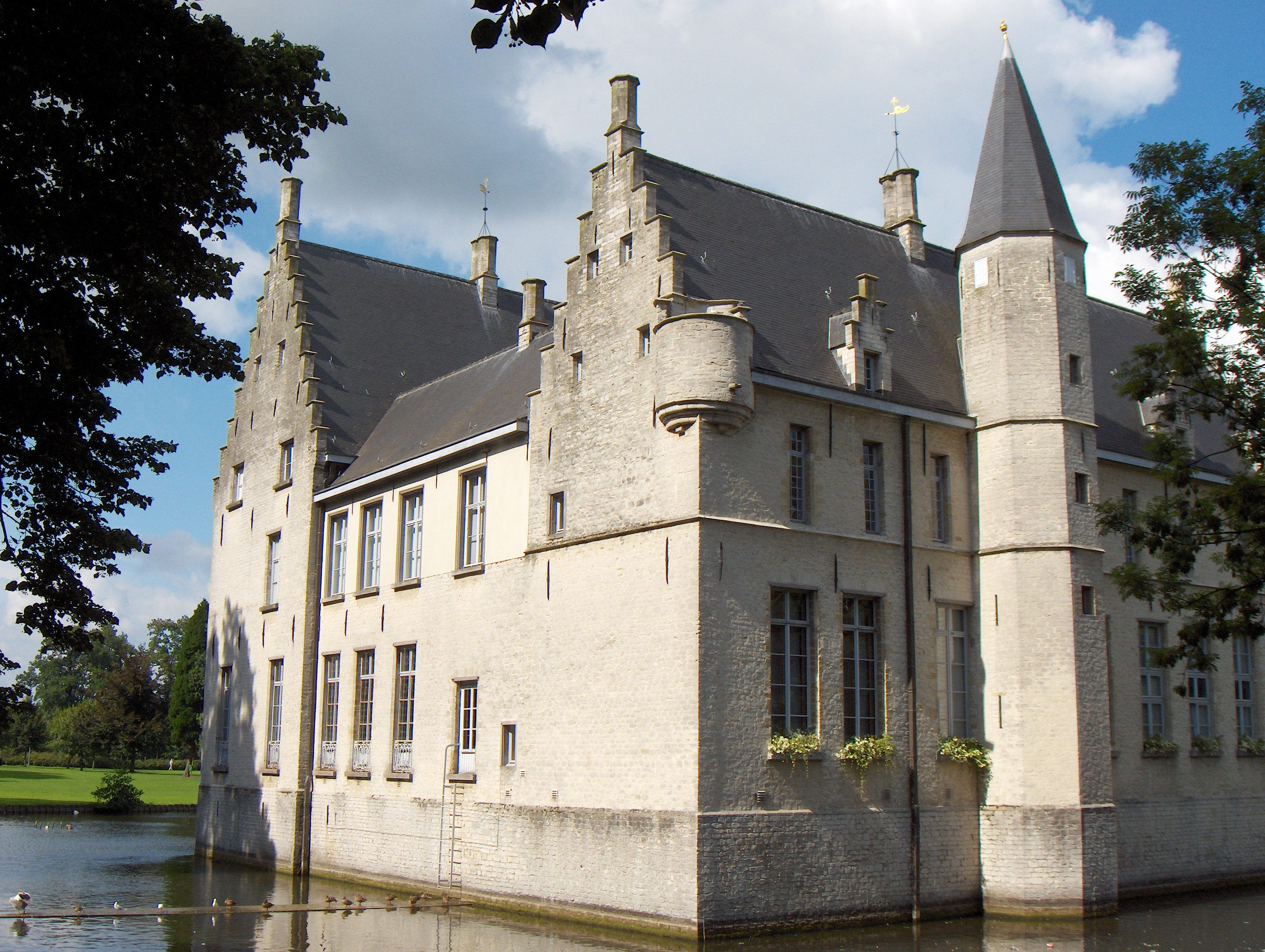
Najstarsza część zamku Cortewalle z XV wieku

Beveren, Beveren-Waas – miejscowość i gmina w Belgii, w Regionie Flamandzkim, w prowincji Flandria Wschodnia, w okręgu Sint-Niklaas. Gmina o dużym zagęszczeniu zakładów przemysłowych. Duża część portu w Antwerpii znajduje się na terenie gminy, na lewym brzegu Skaldy. W dzielnicy Doel znajduje się elektrownia jądrowa, przez co mieszkańcy korzystają z ulg podatkowych.
Beveren jest najstarszym politycznym ośrodkiem regionu Waasland, historycznej krainy w północno-wschodniej Flandrii. Znajdują się tu dwa zamki: Cortewalle z XV w. i Hof ter Saksen z XVIII w.

## Podział administracyjny
W skład gminy wchodzi siedem dzielnic (deelgemeente):
- Doel
- Haasdonk
- Kallo (Calloo)
- Kieldrecht
- Melsele
- Verrebroek
- Vrasene

## Historia

### Czasy rzymskie
W czasach rzymskich region wokół Beveren było zależne od pływów morskich. Mieszkańcy wznieśli prymitywne tamy, które później zostały wzmocnione i podwyższone przez religijne społeczności zamieszkujące region. Inwazja Normanów w IX wieku zmusiła władców Flandrii i wasalów do obrony tych terenów. Wśród szlachty znajdował się hrabia Beveren, którego terytorium zostało ostatecznie przekazane Ludwikowi I w 1334 roku. W ten sposób Beveren zostało najstarszym politycznym centrum regionu Waasland – północno-wschodniej części historycznego hrabstwa Flandrii – korzystając przez ponad dwa stulecia z chwały Flandrii i Burgundii.

### Od roku 1570
W 1570 roku teren został zalany przez przypływ. Z powodów strategicznych, chcąc chronić Antwerpię lokalne władze zadecydowały o rozebraniu pozostałych tam. Pięć lat później sprzedano prawa własności tego terytorium. Tereny położone bliżej Skaldy zostały zakupione przez antwerpskich kupców, a pozostałe ziemie przez hrabię Aarschot. Stan ten trwał aż do rewolucji Francuskiej, kiedy to obszar ten został podzielony na gminy. Od XVII wieku ziemia były powoli zabierana przez morze aż do roku 1846, kiedy znowu zbudowano tamy.
1 lutego 1953 roku silny sztorm zrobił wyłom w tamach i zniszczył setki domów. W latach 60. i 70. XX w. rozwój portu w Antwerpii miał także miejsce w dzielnicy Kallo. Liczba mieszkańców dzielnicy Doel zmniejszyła się z 900 do 250 mieszkańców w ciągu 10 lat z tego powodu. Powstały rozległe przemysłowe tereny, w tym elektrownia jądrowa w dzielnicy Doel, dzięki której mieszkańcy Beveren płacą niskie podatki. Otwarcie tunelu Liefkenshoektunnel pod Skaldą w 1991 roku zwiększyło dostęp do lewego brzegu rzeki. Pomimo tych zmian, Beveren zachowało swoje zielone tereny i ciągle kusi turystów malowniczymi widokami.

## Zabytki
- dwa zamki z czasów feudalnych: pięknie odrestaurowany, otoczony przez wodę XV-wieczny zamek Cortewalle i zamek Hof ter Saksen z XVII wieku, który ewaluował ze średniowiecznego zajazdu na drodze z Gandawy do Antwerpii
- twierdza Haasdonk zbudowana przed II wojną światową dla ochrony Antwerpii, w pobliżu bunkry
- zabytkowe domy, dworki, kaplice i kościoły
- XVII-wieczny młyn w dzielnicy Doel, jeden z najstarszych we Flandrii
- poldery położone na północ od Beveren oferują unikalne widoki, przypominające południowe Niderlandy
- stadion Freethiel

## Osoby

### urodzone w Beveren
- Dominique Cornu, kolarz (ur. 1985)
- Danzel, piosenkarz (ur. 1976)
- Julie Gould, brytyjska pływaczka (ur. 1989)
- Wilfried Van Moer, piłkarz (ur. 1945)
- Kathleen Smet, triathlonistka (ur. 1970)

## Transport
Znajduje się tutaj stacja kolejowa Beveren.